# Pont del Riu Sidu
El pont del riu Sidu (Siduhe Bridge, 四 渡河 特 大桥) és un 1,222 m-long (4,009 ft) pont penjant que creua la vall del riu Sidu prop de Yesanguan al comtat de Badong de la província de Hubei de la República Popular de la Xina. El pont va ser dissenyat per CCSHCC Second Highway Consultants Company, Limited. i construït a un cost de 720 milions de iuans (aproximadament 100 milions de dòlars EUA). Es va obrir al trànsit el 15 de novembre de 2009.

## Geografia
El pont forma part de la nova autopista G50 Huyu que és paral·lela a la carretera nacional xinesa 318, una ruta est-oest entre Xangai i Chongqing, creuant l’ampli cinturó de muntanyes que separen la conca de Sichuan de les terres baixes de l'est de Hubei. El riu Yangtze travessa el mateix cinturó de muntanya 50 km (31 mi) cap al nord, formant les famoses Tres Gorges. El ferrocarril de Yiwan, acabat el 2010 i paral·lel a l'autopista, s'ha descrit com la línia ferroviària més difícil de construir i més cara (per km) de la Xina.
El pont sobrevola una vall de 500-metre-deep (1,600 ft) a la conca del riu Sidu (afluent esquerre del riu Qingjiang) i va substituir el pont Royal Gorge i el pont Beipan River Guanxing Highway Bridge com el pont més alt del món fins que al seu torn va ser superat pel pont Duge el 2016.

## Disseny i construcció
Una vista del pont del riu Siduhe 

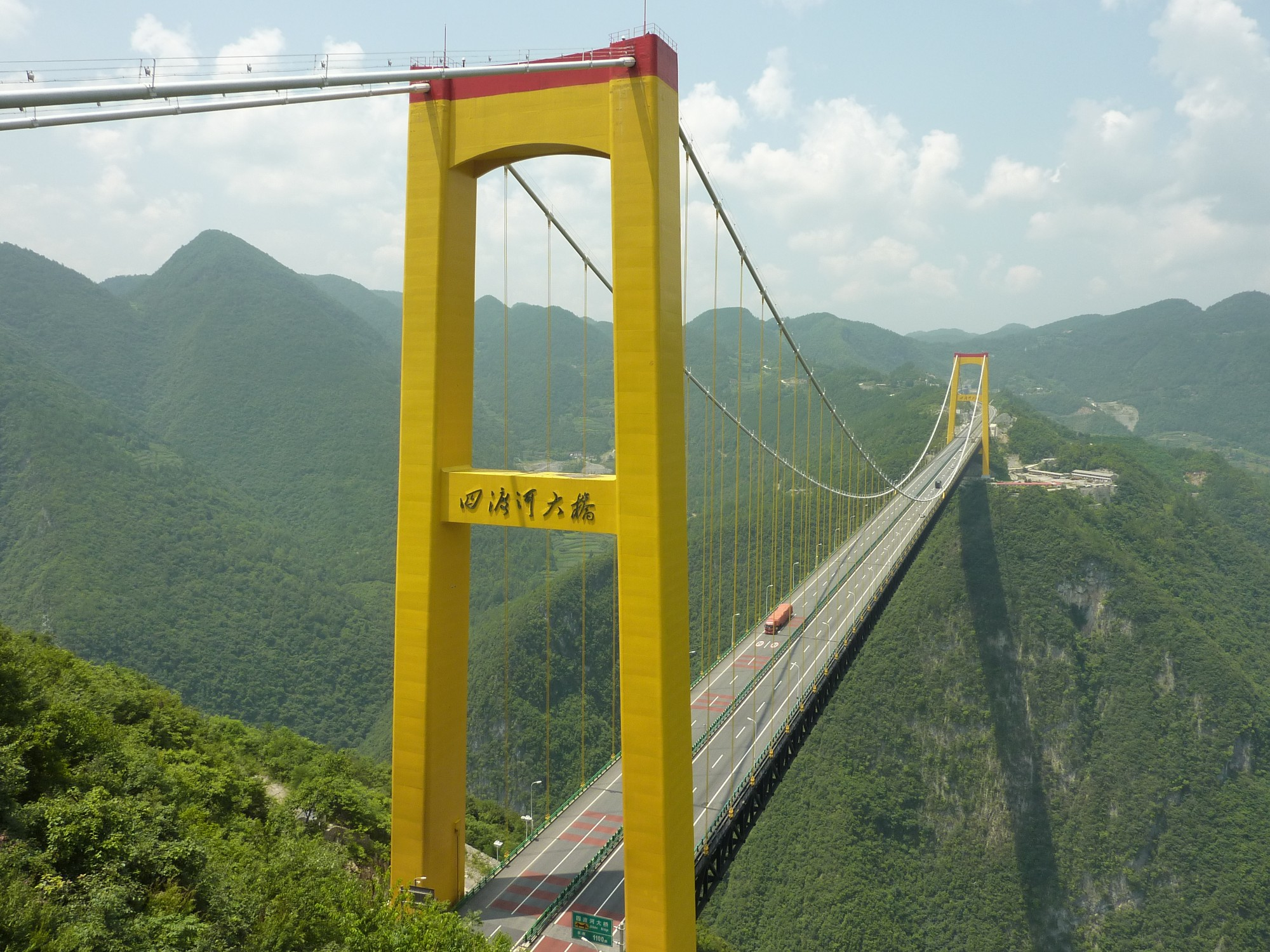
Una altra vista del pont del riu Siduhe

El disseny del pont inclou torres en forma d’H, un tram principal endurit per encavallades i portes laterals no suspeses. Les encavallades tipus Warren es van construir en 71 seccions, amb una secció més gran que pesava 91.6 tones mètriques (101.0 tones short). Les encavallades són de 6.5 m (21 ft) alçada i 26 metres (85 ft) ample.
S'ha informat que la mesura d'alçada des del fons de la gorga és de 496 m (1,627 ft) d'Eric Sakowski, 500 m (1,600 ft) de Chongxu Wang i 550 m (1,800 ft) de Yinbo Liu.
La primera part del cable de suspensió instal·lat, una corda coneguda com a cable pilot, va ser la primera "al món" que es va col·locar amb un coet. Les condicions a la ubicació del pont no permetrien l'ús d'embarcacions o helicòpters, que prèviament s'han utilitzat per encordar el primer cable. Els coets van transportar els cables pilot el 6 d'octubre de 2006 i van suposar un estalvi de temps i costos.
Els cables de suspensió principals estan formats per 127 fils paral·lels de filferro agrupats en forma hexagonal (127 és el sisè nombre hexagonal centrat). Cada cadena està formada per 127 cables (també té una forma hexagonal de manera que hi ha un total de 16.129 cables en cadascun dels dos cables de suspensió principals). Cada cable pot contenir 191,960 quilonewtons (43,150,000 lbf).